# دامیانی
دامیانی (انگلیسی: Damiani) شرکت کالای لوکس ایتالیایی است، که در سال ۱۹۲۴ تأسیس شد.